# James Angus MacKinnon
James Angus MacKinnon PC (* 4. Oktober 1881 in Port Elgin, Ontario; † 18. April 1958) war ein kanadischer Politiker der Liberalen Partei Kanadas, der als Abgeordneter des Unterhauses und Senator mehr als 22 Jahre lang Mitglied des Parlaments und Minister im  16. kanadischen Kabinett von Premierminister William Lyon Mackenzie King sowie im 17. Kabinett von Premierminister Louis Saint-Laurent war.

## Leben
MacKinnon, der als Lehrer und Manager tätig war, wurde als Kandidat der Liberalen Partei bei der Wahl vom 14. Oktober 1935 erstmals zum Mitglied des Unterhauses gewählt und vertrat in diesem bis zum 9. Mai 1949 den in Alberta gelegenen Wahlkreis Edmonton West.
Am 23. Januar 1939 wurde MacKinnon von Premierminister William Lyon Mackenzie King als Minister ohne Geschäftsbereich in das 16. kanadische Kabinett berufen. Nach einer Regierungsumbildung übernahm er am 9. Mai 1940 das Amt des Ministers für Handel und Gewerbe und bekleidete dieses bis zum 18. Januar 1948. Zugleich fungierte er zwischen dem 8. März und dem 18. April 1945 sowie erneut vom 30. Juli bis zum 28. August 1945 als geschäftsführender Minister für nationale Einkünfte. 
Nach einer neuerlichen Kabinettsumbildung wurde er am 19. Januar 1948 zunächst Fischereiminister, ehe Premierminister King ihn am 11. Juni 1948 zum Minister für Bergbau und Ressourcen ernannte. Dieses Ministeramt bekleidete er auch nachdem Premierminister Louis Saint-Laurent am 15. November 1948 17. Kabinett gebildet hatte bis zum 31. März 1949. Im Anschluss wurde er am 1. April 1949 erneut Minister ohne Geschäftsbereich, ehe er am 13. Dezember 1950 von diesem Ministerposten zurücktrat.
Nach seinem Ausscheiden aus dem Unterhaus wurde MacKinnon am 9. Mai 1949 auf Vorschlag von Premierminister Saint-Laurent zum Mitglied des Senats von Kanada ernannt und vertrat dort bis zu seinem Tod am 18. April 1958 den Senatsbezirk Edmonton. Zum Zeitpunkt seines Todes war er damit über 22 Jahre lang Mitglied des kanadischen Parlaments.